# معبد شويداغون
معبد شويداغون (بالإنجليزية: Shwedagon Pagoda)‏ (بالبورمية: ရွှေတိဂုံဘုရား)‏ هو ستوبا في مدينة يانغون بميانمار. معبد شويداغون هو المعبد البوذي الأقدس في ميانمار، حيث يعتقد أنه يحتوي على آثار أربعة من البودا التابعين لهذا الدهر. وتشمل هذه الآثار طاقم بودا كاكوساندا، ومصفاة ماء لبودا كوناجامانا، وقطعة من رداء بودا كاسابا، وثمانية خصائل شعر من رأس بودا غوتاما.
معبد شويداغون مبني على تلة سينجوتارا المرتفعة 51 متر، ويصل طول المعبد إلى 112 متر، مما يجعله يقف على ارتفاع 170 متر عن مستوى سطح البحر. تضمن لوائح تقسيم المناطق في يانغون، التي وضعت الحد الأقصى لارتفاع المباني في المدينة إلى 127 متر فوق مستوى سطح البحر، بروز معبد شويداغون في أفق المدينة.

## وصلات خارجية
- الموقع الرسمي